# 골든글러브 (영화)
골든글러브(Der Goldene Handschuh, The Golden Glove)는 프랑스에서 제작된 파티 아킨 감독의 2019년 드라마, 공포, 범죄 영화이다. 요나스 다슬러 등이 주연으로 출연하였다.

## 출연

### 주연
- 요나스 다슬러
- 카티아 스투트

### 조연
- 마가렛 티에젤

## 제작진
- 미술: 타모 쿤즈
- 분장: 마이크 하인라인
- 분장: 다니엘 슈로더
- 분장: 리사 에델만
- 의상: 캐트린 애쉔도프